# Jean-René Guitter dit Saint-Martin
Pour l’article homonyme, voir Saint-Martin.
Jean-René Guitter dit Saint-Martin, né le 21 mai 1772 à Saint-Martin-Villenglose et mort le 26 mai 1832 à Grez-en-Bouère, est un militaire français, royaliste, et chef chouan en Mayenne pendant la Révolution française.

## Biographie
Soldat au régiment de Beauce-infanterie de mai 1792 à mars 1793, présent à la bataille de Jemappes, aux sièges de Mons et de Maubeuge, il déserta et participa au soulèvement de Châteauneuf, en Anjou, le 11 mars 1793 à l'occasion de la levée de 300 000 hommes. Soldat de l'armée vendéenne, il fut fait prisonnier lors de la bataille de Doué mais s'évada de la prison de cette ville et fit la campagne de Granville (novembre 1793) et celle du Mans (décembre 1793).
Probablement en 1794, il devint capitaine de la compagnie de Saint-Martin-Villenglose qu'il avait constituée et opéra dans le canton de Saint-Denis-d'Anjou et le district de Sablé, puis se rapprocha de Grand-Pierre. 
Intrépide, il prit part au combat de Bouère en 1796, ainsi qu'à ceux du Buret, de Saint-Charles, de l'Éraudière, de Miré et de Gennes.
Cité dans un rapport républicain comme l'un des chefs des rassemblements le 2 brumaire an VI (23 octobre 1797), il fut nommé chef de bataillon en 1797, grade qui lui fut confirmé par brevet du comte de Bourmont en 1799, et reçut le commandement du canton de Saint-Denis-d'Anjou. 
Commandant aussi le canton de Morannes en Maine-et-Loire, il exécuta le 25 floréal an VII (14 mai 1799) un dénonciateur, le représentant Thomas Millières à Morannes. Il servit ensuite comme chef de bataillon dans la division de Grand-Pierre, qui devint la 1re division de l'armée de Bourmont, et prit part aux combats de Saint-Jean-sur-Erve le 3 juin 1799, de la lande de Saulges le 7, prit Châteauneuf-sur-Sarthe; il prit part au combat de Varennes à la fin août 1799, de la lande d'Argentré le 1er octobre 1799; il combattit le 15 octobre 1799 au Mans, enfin le 24 janvier 1800 à Foulletourte.
En 1815, bien que « blessé au bras, estropié, père de 4 enfants », il participa comme chef du 1er bataillon de la légion Gaullier à la campagne dans l'armée d'Andigné, et notamment le 10 juin, au combat de Champigné. Le général d'Andigné lui remit un brevet de lieutenant-colonel. 
Au cours des guerres de la chouannerie, il avait été blessé 7 fois et estropié au bras gauche. Il habitait Miré en 1816. 
Il reprit les armes fin mai-début juin 1832 lors du combat de Chanay à Grez-en-Bouère, où il mourut le 26 mai.

## Sources et bibliographie
- « Jean-René Guitter dit Saint-Martin », dans Alphonse-Victor Angot et Ferdinand Gaugain, Dictionnaire historique, topographique et biographique de la Mayenne, Laval, A. Goupil, 1900-1910 [détail des éditions] (BNF 34106789, présentation en ligne)
- Dictionnaire des chouans de la Mayenne, de Hubert La Marle, Association du souvenir de la chouannerie mayennaise, imp. de la manutention, Éditions régionales de l'Ouest, Mayenne, 2005